# Schibbolet
För operetten från 1923, se Ciboulette.
En schibbolet eller shibbolet (hebreiska: שבולת, šibbōleth) är ett ord eller en fras som avslöjar var talaren kommer ifrån. Termen har ursprung i Bibeln.

## Termens ursprung
Uttalet av ordet shibbolet, som betyder ’ax’ eller ’ström’, fick enligt Domarboken (12:5–6) avgöra om man var gilead eller efraimit, vän eller fiende, då de låg i fejd med varandra. Till skillnad från gileaditerna saknade efraimiterna en postalveolar frikativa i sin dialekt och uttalade ordet som sibbolet.

## Schibbolet som språksociologisk markör
Termen schibbolet-funktion avser språkets förmåga att skilja mellan vänner och fiender, den egna gruppen från den andra. Allmänt handlar det om hur en språklig skillnad används för att fastställa den sociala tillhörigheten. En schibbolet är det som avses skilja grupper med språkliga detaljer, där som ett svenskt exempel kan nämnas uttalsvariationer av kex, med hårt respektive mjukt k.

## "Tungvrickare" som schibbolet
Ett exempel på en schibbolet är meningen "Sju sjösjuka sjömän sköttes av sju sköna sjuksköterskor på det sjunkande skeppet Shanghai“ som är ganska svårt att uttala för de flesta som inte har svenska som modersmål.
Ett annat exempel finns i den finsk-ryska filmen Gränsen 1918 (2007), där det under improviserade förhållanden avgörs om flyktingar vid den nyupprättade gränsen mot Sovjetunionen har finska rötter genom att be dem uttala det finska ordet "kyllä", som betyder ja. Ordet är fonetiskt svårt för den som inte har finska som modersmål.

## Kulturella referenser
Språkvetaren och sedermera biskopen Jesper Swedberg utgav år 1716 en språklära med titeln Schibboleth. Swenska språkets rycht och richtighet. Filosofen Jacques Derridas verk från 1986 med titeln Schibboleth – pour Paul Celan är en kommentar till Celans diktning (svensk översättning: Schibboleth, 1990).